# 신히로역
신히로역(일본어: 新広駅)은 일본 히로시마현 구레시에 위치한 서일본 여객철도 구레선의 철도역이다. 단선 승강장 1면 1선의 구조를 갖춘 지상역이다.

## 이용 현황
| 연도     | 1일 평균 | 연도     | 1일 평균 |
| 2001년도 | 1,033    | 2008년도 | 3,508    |
| 2002년도 | 1,739    | 2009년도 | 3,485    |
| 2003년도 | 2,215    | 2010년도 | 3,573    |
| 2004년도 | 2,500    | 2011년도 | 3,614    |
| 2005년도 | 2,735    | 2012년도 | 3,701    |
| 2006년도 | 2,880    | 2013년도 | 3,707    |
| 2007년도 | 3,282    |          |          |
| -------- | -------- | -------- | -------- |

## 역 주변
- 국도 제185호선
- 구레 시청 히로 지소
- 히로시마 국제 대학 구레 캠퍼스

## 역사
- 2002년 3월 23일 : 구레 선의 히로 역 - 아키아카 역 간에 신설 개업. 동시에 쾌속 '아키지 라이너', '통근 라이너'의 정차역이 되다.
- 2007년
  - 6월 5일 : ICOCA 대응 간이형 자동개찰기를 설치.
  - 9월 1일 : ICOCA 도입.
- 2010년
  - 7월 14일 : 장마 전선의 영향으로 인해 호우로 구레 선에서 복수의 토사 붕괴가 발생. 이 역을 포함했던 일부 구간이 불통되어, 영업을 중지함.
  - 7월 16일 : 영업 재개.

## 인접 역
| 서일본 여객철도 구레선 | 서일본 여객철도 구레선 | 서일본 여객철도 구레선              |
| ---------------------- | ---------------------- | ----------------------------------- |
| 히로 미하라 방면       | ■ 게이비 선            | 아키아카 가이타이치 · 히로시마 방면 |